# Coca-Cola Telecommunications
Coca-Cola Telecommunications (CCT) foi uma unidade de distribuição inicial de curta duração da Columbia Pictures Television (que na época pertencia à The Coca-Cola Company) criada em 24 de novembro de 1986, que foi formada pela fusão da divisão de distribuição inicial da CPT e a The Television Program Source. A The Television Program Source foi uma joint-venture entre Alan Bennett, o ex-presidente da King World, Robert King, e a CPT, fundada em 15 de outubro de 1984. Em 31 de dezembro de 1987, a CCT foi extinta e incorporada à reorganizada Columbia Pictures Television (hoje Sony Pictures Television).

## Programas notáveis

### Séries de TV
- Hardcastle e McCormick (1983-1986; uma produção de Stephen J. Cannell; originalmente distribuído pela Colex Enterprises)
- Punky Brewster (1984-1988, produzido pela Lightkeeper Productions em parceria com a NBC Productions; distribuída de 1987 a 1988, a Sony Pictures Television faz a distribuição nacional, enquanto a NBCUniversal Television Distribution é dona do programa e lida com a distribuição internacional com a MGM Television, que também lida com a distribuição de TV sindicalizada internacional. A fábrica tem direitos de DVD sob licença da NBC)
- The Price Is Right (1985-1986; uma produção de Mark Goodson; versão noturna como TPS, hoje propriedade da FremantleMedia North America )
- Card Sharks (1986-1987; uma produção de Mark Goodson; versão noturna como TPS, hoje propriedade da FremantleMedia North America)
- The New Gidget (1986-1988)
- The Real Ghostbusters (1987-1988 apenas, co-produzido pela DIC Enterprises)
- Dinosaucers (1987, produzido pela DIC Enterprises)
- Hulk Hogan's Rock 'N' Wrestling (apenas episódio especial de 1985) (produzido pela DIC Enterprises,  hoje propriedade da WWE)
- Merv Griffin no Coconut Ballroom (piloto de 1987)
- New Monkees (1987)
- Sylvanian Families (1987) (produzido por DIC Enterprises, hoje propriedade da WildBrain)
- That's My Mama Now (piloto de 1987)
- What's Happening Now!! (1987-1988 apenas, distribuído pela LBS Communications Inc.)
- Starcom: The US Space Force (1987) (produzido pela DIC Enterprises, hoje propriedade da WildBrain)

### Séries tentadas
- Um revival de Now You See It, a ser apresentado pelo novo apresentador Jack Clark também foi planejado, mas nunca passou de um piloto.
- Um revival de Match Game, a ser apresentado pelo apresentador original Gene Rayburn, também foi planejado, mas não chegou a acontecer.

### Especiais de TV
- Dennis the Menace: Dinosaur Hunter (1987) (co-produzido pela DIC Enterprises, distribuído pela LBS Communications Inc., hoje propriedade da Sony Pictures Television)
- Meet Julie (1987)